# Белрајв (Мисури)
Белрајв (енгл. Bellerive) град је у америчкој савезној држави Мисури.

## Демографија
По попису из 2010. године број становника је 188, што је 66 (-26,0%) становника мање него 2000. године.
| Група             | 2000.       | 2010.       |
| Белци             | 156 (61,4%) | 103 (54,8%) |
| Афроамериканци    | 84 (33,1%)  | 81 (43,1%)  |
| Азијати           | 0 (0,0%)    | 0 (0,0%)    |
| Хиспаноамериканци | 7 (2,8%)    | 0 (0,0%)    |
| Укупно            | 254         | 188         |